# Lingon
Lingon (Vaccinium vitis-idaea) är ett ris som är vintergrönt. Lingonets bär, som också heter lingon, är ätliga, och mognar i augusti–september. Lingon växer vilt, men går även att odla.

## Beskrivning
Lingon blir 10–40 centimeter hög med kompakt växtsätt.  
Lingonväxter har blad året om, även under de kallaste vintrarna. De sprider sig med underjordiska rötter. På sommaren har de vita blommor och frukten mognar på hösten. Lingonets bär är röda och sura.

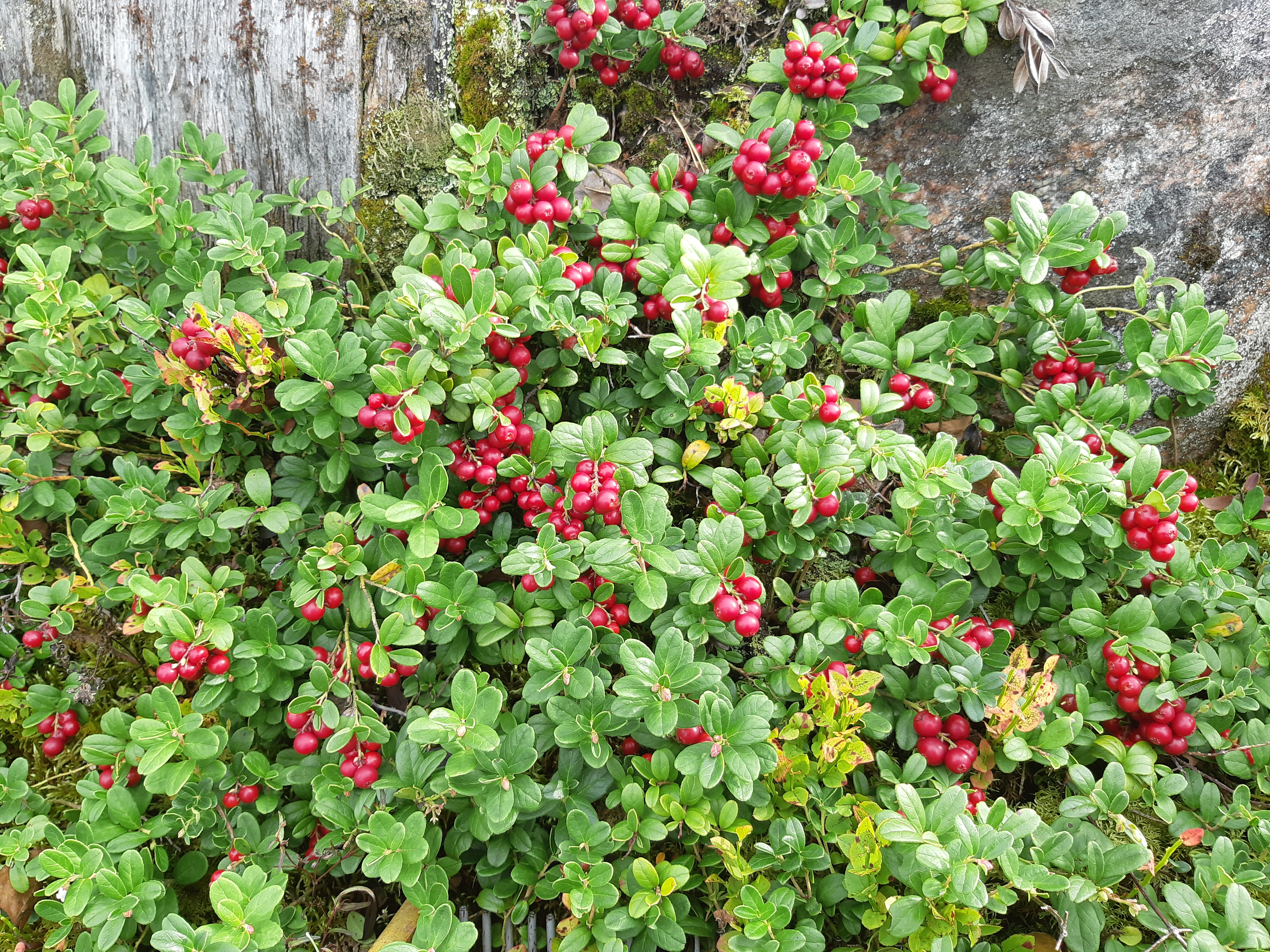
Lingon.

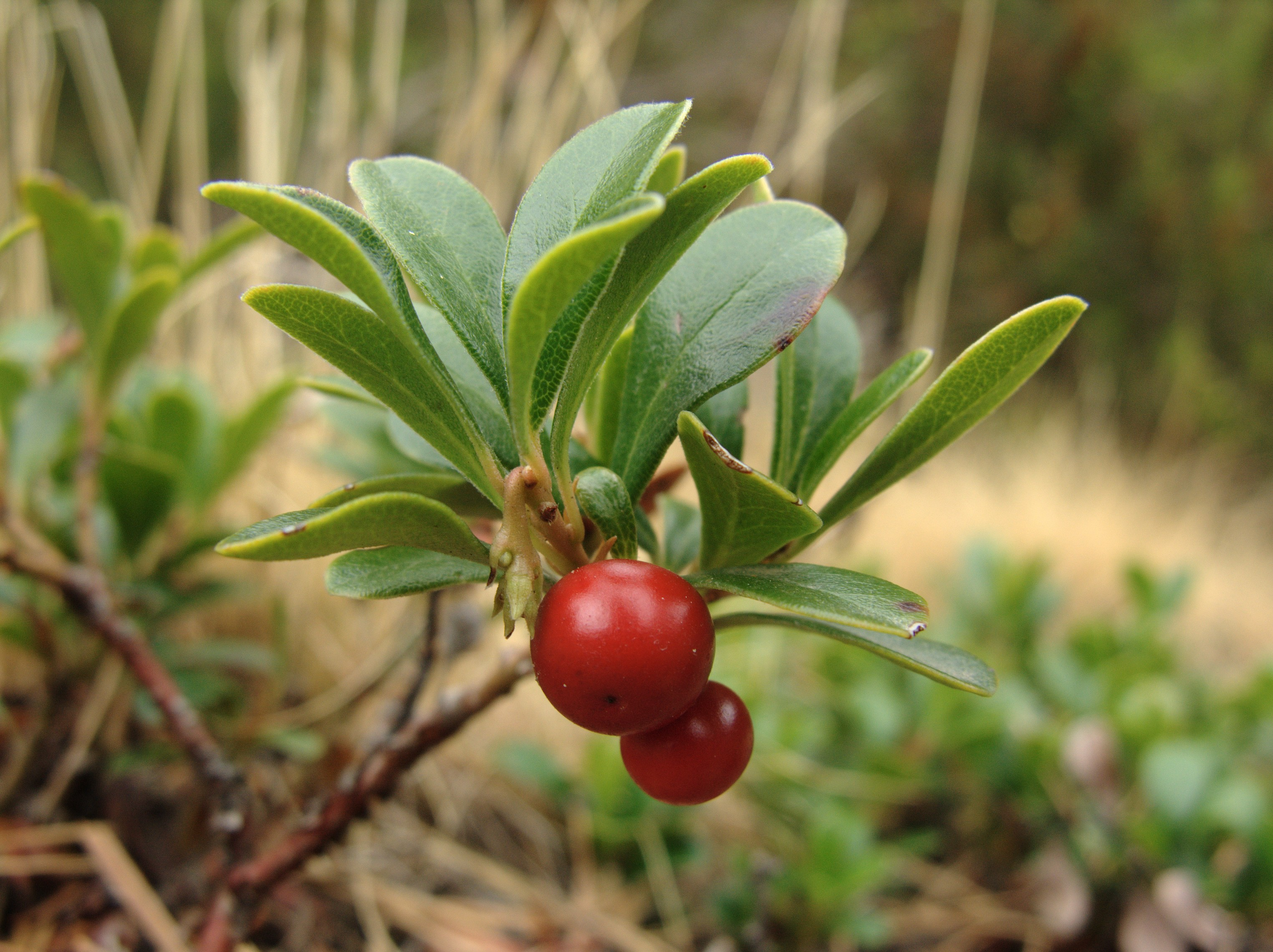
Mjölon.

Lingon liknar mjölon och kan förväxlas med denna växt. Mjölonet har fått sitt namn av att bäret är torrare och mjöligare än lingonet, vilket är den tydligaste skillnaden. Hos lingon är bladkanterna nedvikta och hos mjölon är kanterna platta. Lingonriset växer också mer upprätt, medan mjölon har liggande ris.

## Biotop
Lingon trivs i halvskugga och med sur, fuktig jordmån.
I Sverige är lingon vanligt i gles barrskog, särskilt i närheten av tall. Obördig jordmån tåls men inte basisk jordmån. Lingonväxter är mycket tåliga mot kyla; de kan tåla -40 °C och eventuellt lägre, men växer dåligt där somrarna är mycket varma.
Vid egen odling används med fördel sandblandad och kalkfattig jord med lågt pH-värde.

## Utbredning
Lingonets naturliga utbredningsområde är norra halvklotets skogsbälte i Europa, Asien, och Nordamerika, från tempererade till nästan arktiska klimat. Arten förekommer i låglandet och i bergstrakter upp till 1800 meter över havet.
I Sverige växer lingon vilt i stora delar av landet. SLU producerade lingonprognoser för Sverige åren 2003–2016. I genomsnitt under perioden 2003–2015 beräknades det största beståndet finnas i Svealand med fler än 14 bär per kvadratmeter, följt av Norrland utom fjälltrakterna med 11–14 bär per kvadratmeter och slutligen Götaland med färre än 5 bär per kvadratmeter. Tillgången varierar dock från år till år.
I lämpliga habitat är lingon vanligt förekommande. IUCN listar arten som livskraftig (LC).

## Lingon som livsmedel
Lingon är populärt i Europa, särskilt i Norden. I exempelvis Sverige får allmänheten plocka bären i skogen i enlighet med allemansrätten. De bär som inte har blivit övermogna kan plockas med bärplockare. Bären kokas och sockras i allmänhet innan de ätes som sylt, saft, kompott eller gelé. De kan också serveras rårörda, vilket innebär att de krossas och blandas med socker. Tack vare dess höga innehåll av bensoesyra är hållbarheten hög för produkterna även vid lågt sockerinnehåll. I Sverige serveras lingon till bland annat vilt, köttbullar, blodpudding, rårakor, raggmunk, kroppkakor och fläskpannkaka. Regionalt serveras lingon till stekt strömming och plattfisk. Lingon ingår i olika kakor och bröd samt såser och desserter.

### Näringsvärde
Lingon innehåller organiska syror, vitaminer (A, C, B1, B2, B3), och grundämnena kalium, kalcium, magnesium, och fosfor.

## Medicinsk användning
Bären används i folkmedicinen som ett medel mot urinvägsinfektion, gikt och njursjukdomar. Det saknar dock tillförlitligt vetenskapligt stöd. En amerikansk studie visade 2004 att lingon innehåller lika mycket resveratrol som vindruvor.

## Lingon i kulturen
- Lingonben – sång av och med Povel Ramel
- På lingonröda tuvor – alternativ titel på Flickorna i Småland, sång av Karl Williams
- Hur många lingon finns det i världen? – svensk film med Glada Hudikteatern

## Dialekt
| Namn                         | Trakt              | Anmärkning                                                                         | Ref.   |
| ---------------------------- | ------------------ | ---------------------------------------------------------------------------------- | ------ |
| Bremle                       |                    |                                                                                    | [ 8 ]  |
| Klöjson, kröjson, kröjsonbär | Finland (Nyland)   |                                                                                    | [ 9 ]  |
| Krösebär                     | Dalsland           |                                                                                    | [ 9 ]  |
| Kröser                       | Blekinge, Dalsland |                                                                                    | [ 9 ]  |
| Krösen                       | Småland            | Krösamos (lingonsylt)                                                              | [ 10 ] |
| Krösä (singular)             | Närke              | plural kröser                                                                      |        |
| Linbär el. Lingbär           | Västerbotten       | uttal linnber koll. linnbera (eng. lingonberry borde vara linberry el. lingberry!) |        |
| Ljungbär                     |                    | En uppenbar synonym till lingon                                                    |        |
| Rödbär                       |                    | Kan även avse smultron                                                             |        |
| Tyssling                     |                    |                                                                                    |        |

## Bilder

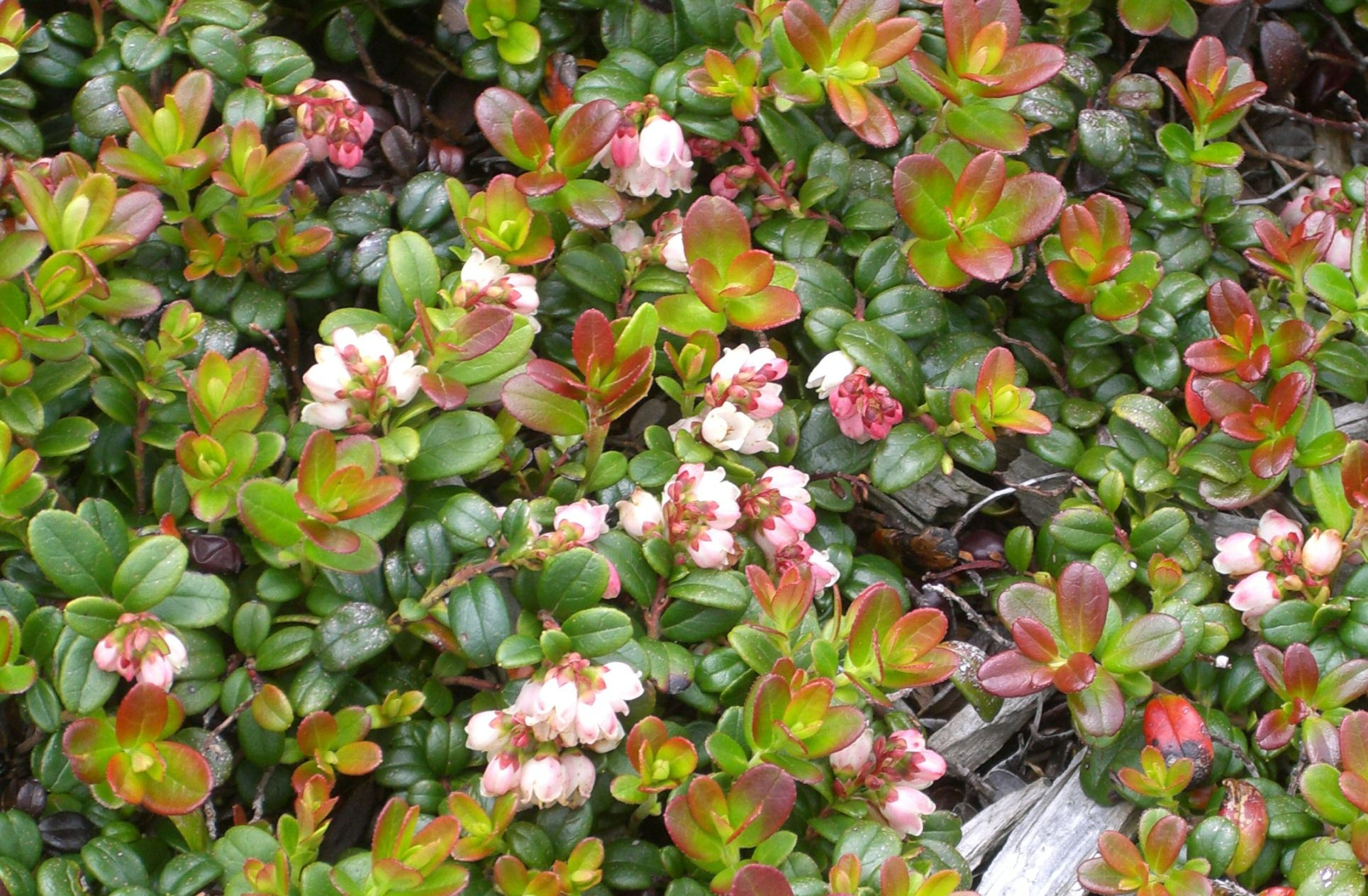
Blommande ris
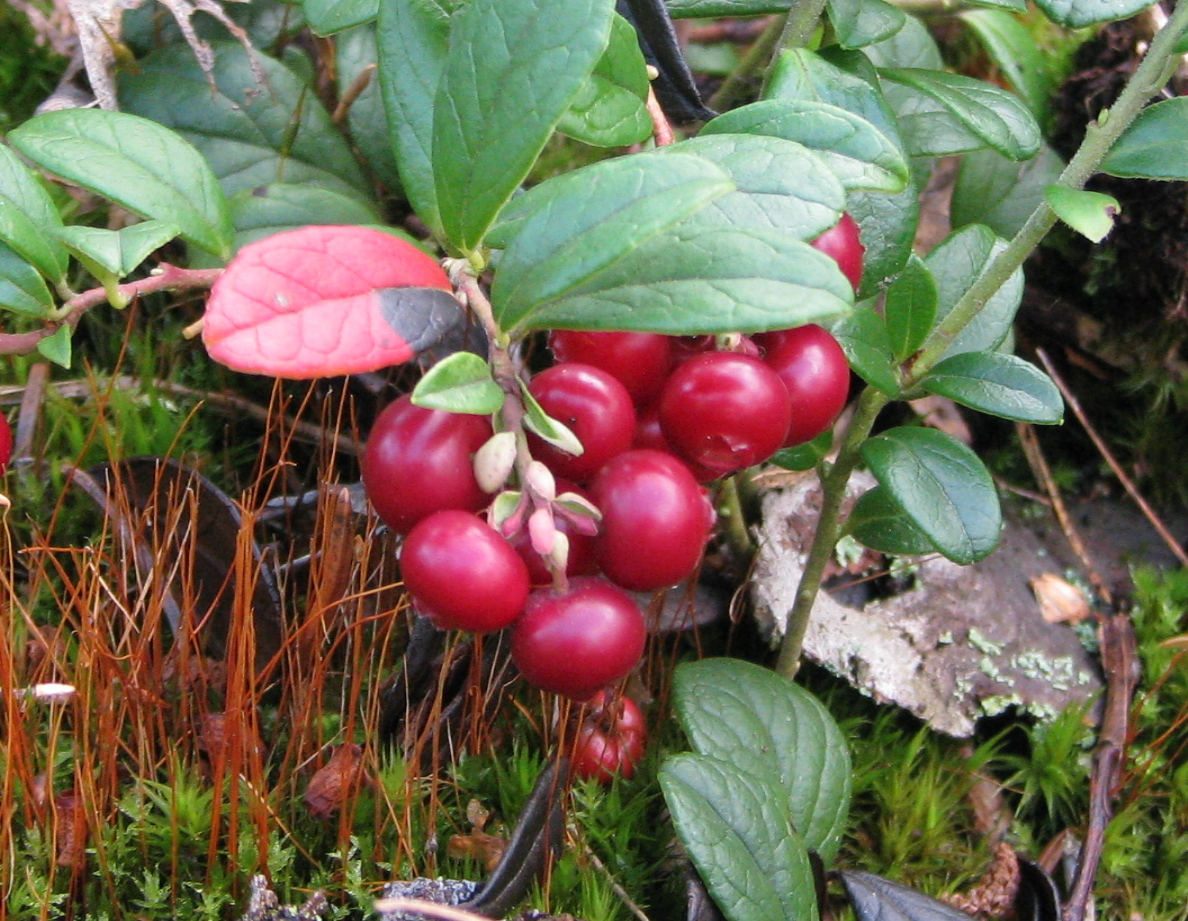
Bär
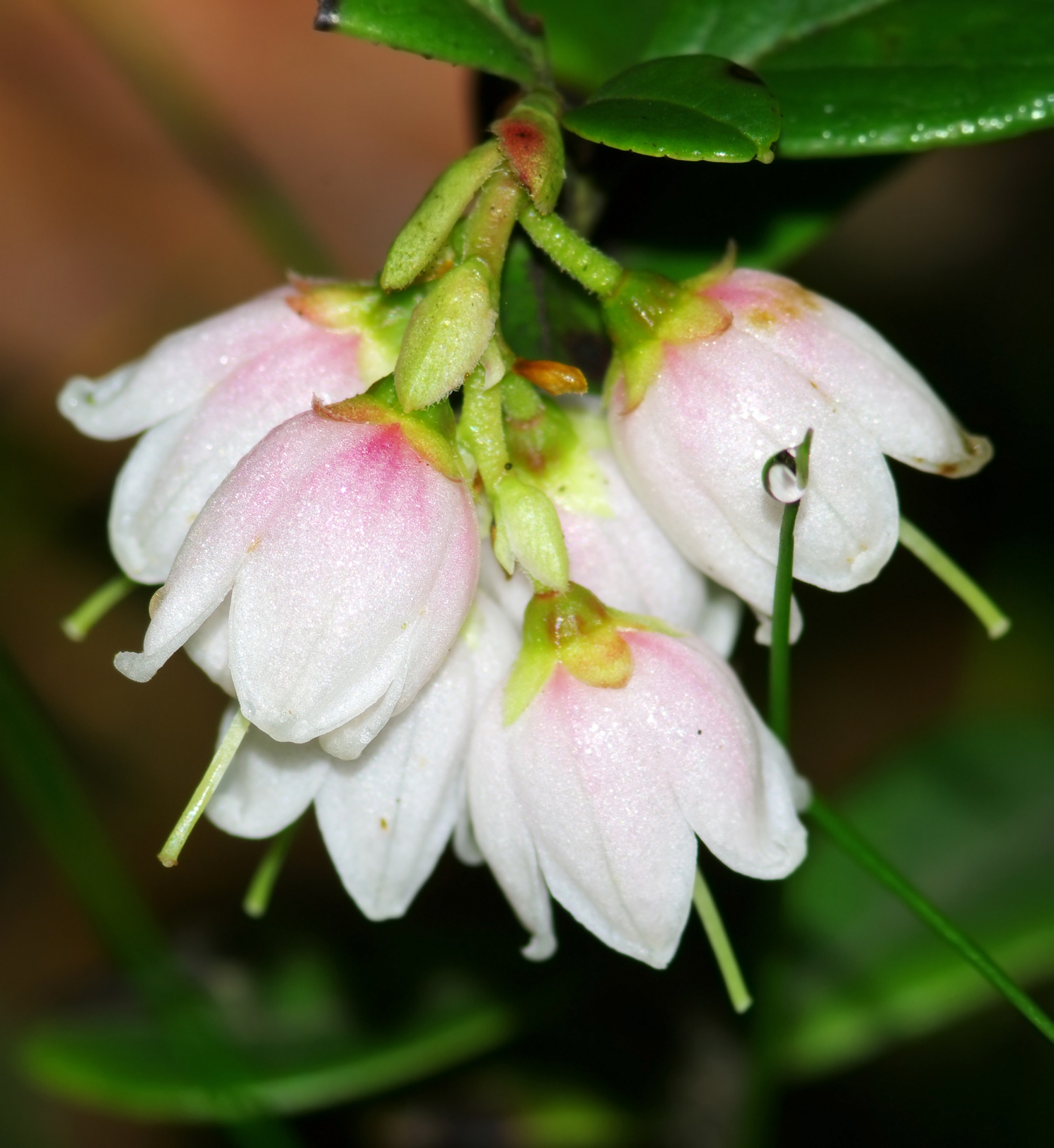
Blommor